# Zen 49
Zen 49 est un groupe d'artistes allemands, qui se sont réunis à Munich en juillet 1949. À l'origine, le nom du groupe était Gruppe der Ungegenständlichen. Ils prennent le nom de Zen 49 l'année suivante. Leur but était la promotion de l'art abstrait dans l'Allemagne de l'immédiat après-guerre.
Les sept membres fondateurs étaient Willi Baumeister, Rolf Cavael, Gerhard Fietz, Rupprecht Geiger, Willy Hempel, Brigitte Meier-Denninghoff et Fritz Winter. Ils sont rejoints par Bernard Schultze en 1955.

## Expositions
Leur première exposition a lieu en 1950 au Munich Central Collecting Point. Hans Hartung et Whilelm Nay participent à l'exposition de la Städtische Galerie im Lenbachhaus de Munich en 1955. Le groupe continue d'exposer jusqu'en 1957. Des expositions rétrospectives ont lieu à Baden-Baden en 1987, au Centre d'art contemporain de Saint-Priest-en-Jarez en 1989 et à Munich en 1999.